# Верхоспасский собор
Собо́р Спа́са Нерукотво́рного О́браза (Верхоспасский собор, Спасский собор, Спас за Золотой решёткой, Верхоспасская придворная церковь в Кремлёвском дворце за золотой решёткой) — собор Большого Кремлёвского дворца, построенный в 1635—1636 годах мастерами Баженом Огурцовым, Антипом Константиновым, Трефилом Шарутиным и Ларионом Ушаковым.
Входит в комплекс домовых церквей русских царей при Теремном дворце. 
Храм закрыт для свободного посещения, богослужения в нём не совершаются.
В 1682 году три дворцовые церкви — Воскресения Словущего (над Екатерининской церковью), Спас за Золотой решеткой и Крестовоздвиженская — были объединены под общей кровлей, увенчанной 11 вызолоченными главками, этот комплекс стал также называться Верхоспасским собором. См. Домовые церкви Теремного дворца.

## История собора

### XVII век
Верхоспасский собор был построен в 1635—1636 годах над Золотой Царицыной палатой Теремного дворца мастерами Баженом Огурцовым, Трефилом Шарутиным, Ларионом Ушаковым и Антипом Константиновым. Его название происходит от расположения в верхнем ярусе дворца — «у государя на Верху».
С северной стороны Верхоспасского собора Михаилом Фёдоровичем была устроена придельная церковь великомученика Иоанна Белоградского, имя которого носил царевич Иван Михайлович. Эту часть храма часто посещала мать царевича Евдокия Лукьяновна. Царь Иван Алексеевич переименовал придел в честь святого Иоанна Предтечи по тезоименитству царевича Иоанна Михайловича.
Во время правления Алексея Михайловича в 1663 году мастер Никита Тарутин построил при соборе трапезную, перед которой на плоской кровле Мастерских палат устроили паперть — площадку, получившую название Верхоспасской. Она соединяла покои царя и домовый храм. Под руководством архитектора Осипа Старцева в 1676—1677 годах фасады обтесали, покрыли левкасом и покрасили, главу обили золочёной медью. В интерьере стены украсили масляной живописью, которую возобновили в 1670-м под наблюдением иконописца Симона Ушакова. В том же году лестницу, ведущую к собору с Боярской площадки, перегородили медной позолоченной решёткой с растительным узором и изображениями фантастических зверей, после чего храм получил дополнительное название — «что за Золотой решёткой».
В 1681 году над приделом Иоанна Белогородского возвели церковь Воздвижения Креста Господня с молельней, в которой разместили распятие — «голгофу», из-за чего её также называли Распятской. 

В 1682-м Теремные церкви подвели под общую кровлю и установили одиннадцать глав на тонких барабанах. Перестройка вызвала дополнительную нагрузку на нижние ярусы. Для укрепления стен с восточной стороны Верхоспасского собора возвели на широких пилонах арку с обходной галереей на ней закрытую. Работы выполнял Осип Старцев. Рисунки для фриза, барабанов и прорезных крестов глав исполнил резчик старец Ипполит. 

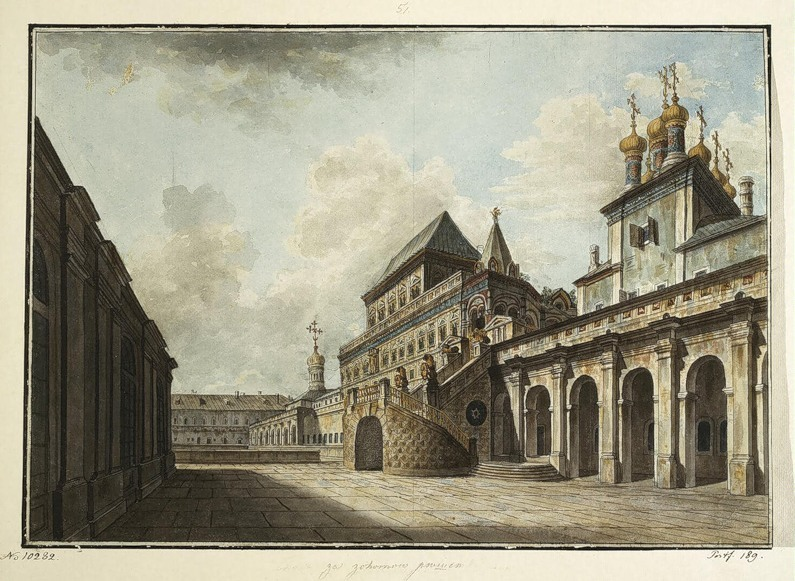
Боярская площадка на картине Фёдора Алексеева, 1810-е годы

В 1685 году были возобновлены стенописи. Степан Рязанец, Симон Ушаков, Иван Левонтьев и другие мастера из разных городов написали в трапезной притчу о мытаре и фарисее и обновили композицию «Страшный суд».

### XVIII—XX века
На средства гофинтендантской конторы в 1731 году провели работы по починке стены в трапезной части храма. Иконостасное письмо отреставрировали в 1733-м. В том же году подрядчиком Родионовым была починена крыша, сделана штукатурная, печная и другая мелкая работа. В Троицком пожаре 1737 года сгорела кровля собора и пострадала ризница. Во второй половине XVIII века здание восстановили: поставили новый иконостас, заново расписали стены. В 1742 году по распоряжению князя Николая Трубецкого выбелили стены, позолотили решётку и паникадило под наблюдением архитектора Ивана Мичурина. В 1754 году по указу барона Ивана Черкасова с главы Верхоспасскаго собора был снят вызолоченный лист и отправлен в Санкт-Петербург как образец для устройства крыши храма Воскресенского монастыря. Он был возвращён на своё место через четыре года.

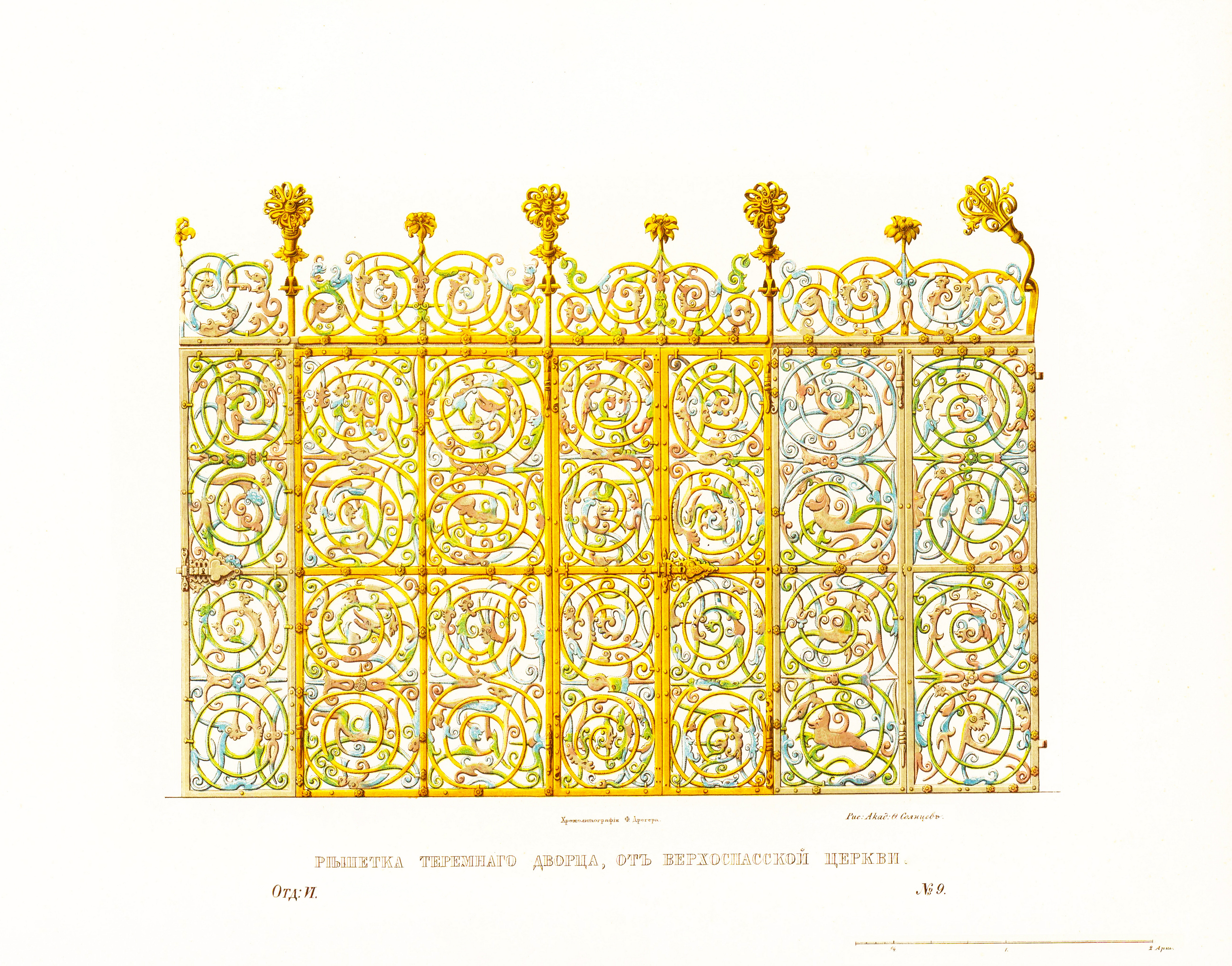
Решётка Теремного дворца от Верхоспасской церкви. Иллюстрация Фёдора Солнцева (между 1846 и 1853 годом).

В 1777 году на средства фрейлины Матроны Салтыковой восстановили стенную живопись в алтаре, церкви и трапезе с сохранением её прежнего вида, были устроены серебрёный чеканный иконостас и царские двери. Салтыкова также пожертвовала богатый оклад на храмовую икону Спаса Нерукотворного.
При оккупации Москвы французской армией в 1812 году богатую церковную ризницу вывезли в Вологду. Оставшаяся в храме часть была разграблена, Царские врата выломаны, стены избиты гвоздями, жертвенник изломан. Повреждения устранили в 1813-м.
По приказу Николая I в 1836 году храм был заново расписан. На северной и южной стенах собора сохранились фрагменты росписей XVII века. При постройке в 1840-х годах Большого Кремлёвского дворца разобрали прилегавшую к собору лестницу, Верхоспасскую площадку перекрыли, соорудив новые арочные проёмы на месте Золотой решётки. Последнюю, починив, вставили в возобновлённые арки. Кровлю над соборной трапезной разобрали и устроили хоры, её западную стену переложили с устройством трёх дверей, украшенных решётками, выполненными по образцу XVII века. По периметру образовавшегося помещения протянули изразцовый фриз.
Во время вооружённого восстания 1917 года, при обстреле Кремля из тяжёлой артиллерии был повреждён северо-восточный угол собора. Его восстановили к 1920 году. 
Храм был закрыт в 1918 году и по состоянию на 2018 год богослужения в нём не совершались.

## Иконостас

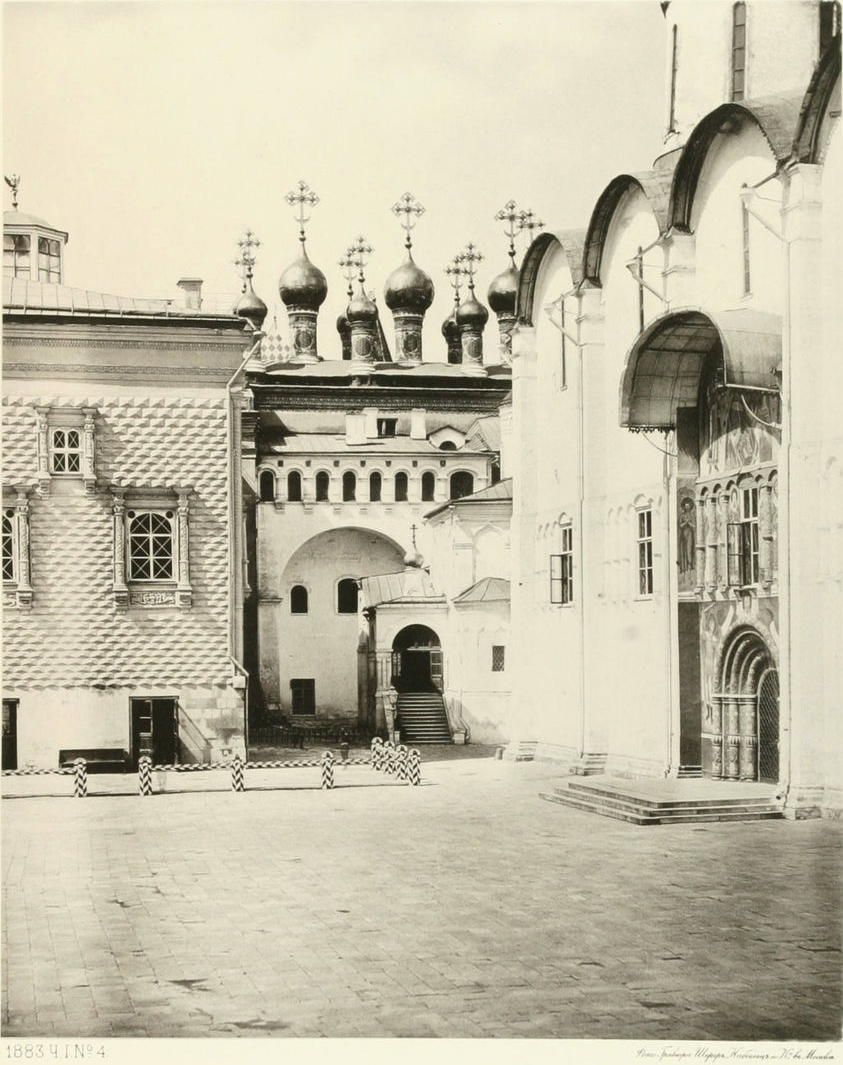
Верхоспасский собор, 1883 год. Фотография Николая Найдёнова

Деревянный резной иконостас собора выполнен в формах барокко мастером Дмитрием Ширяевым в XVIII веке. Средняя его часть закрыта окладом из чеканного серебра, установленным в 1778 году. В местном ряду помещены иконы живописцев Леонтия Степанова и Сергея Костромитина, в частности «Спас Нерукотворный» с двадцатью житийными клеймами. Фёдору Зубову приписываются образы «Лонгин Сотник» и «Фёдор Стратилат».
В деревянном иконостасе в Иоаннопредтеченском приделе размещены иконы XVII столетия: «Богоматерь Смоленская», «Святой Иоанн Предтеча» и другие.

## Священники
- Алексей Федоров (?-1795 или ранее)
- Протоиерей Алексей Георгиев Левшин (1746—1796)
- Андрей Яковлев (1710—1796)
- Илья Иванов (1733—1824) — до 1802 или до 1795
- Илья Иванов (ок. 1784—1824) — до 1818[20]
- Федор Андреев (1764 — ?) — с 1809 года[21]
- Михаил Алексеев (ум. 1824)[20]
- Протоиерей Иоанн Алексеев Левшин (1777-?) — с 1801 протоиерей Верхоспасской церкви, 1816,[22] до 1831[20]
- Пётр Андреев Зачатейский (1787-?) — с 1818, 1824[23], 1829[24], ранее здесь же диакон
- Иоанн Андреев Бахтеяров (ок. 1792—1857) — в 1820-е, в 1834[20]
- Матвей Иванов (?-1826) — поступил после 1816
- Петр Прохоров Любвин (1791-?) — 1827[25]
- Андрей Иванов Протопопов (1807-?)
- Михаил Никитин — до 1831
- Алексей Алексеев (ок. 1753-?) — до 1832[20]
- Иоанн Иоаннов (?-1850 или ранее)
- Иоанн Иоаннов (1768-?) — до 1833[20]
- Андрей Иванов Стрельцов (ок. 1808 — ?). С 1832[20], 1833[26]
- Василий Иоаннов Заболотцкий-Платонов (1788-?) — 1832[27], 1834[20]
- Мефодий Андреев Смирнов — 1848[28]
- Николай Семенов — 1848[29]
- Мефодий Андреев Смирнов — 1849[30]
- Петр Михайлов Марков (1864—1922) — примерно с 1901 года[31]